# Frente Democrático de Albania
El Frente Democrático de Albania (en albanés: Fronti Demokratik i Shqipërisë) fue la principal organización de masas del Partido del Trabajo de Albania (conocido entre 1941 y 1948 como el Partido Comunista de Albania) y de la República Popular Socialista de Albania. Unía a todas las demás organizaciones de masas del partido dentro de ella, fue responsable de llevar a cabo los programas culturales y sociales del partido para las masas, y estaba a cargo de la nominación de candidatos en las elecciones.

## Historia
El 16 de septiembre de 1942, fue fundado el Frente de Liberación Nacional por iniciativa del Partido Comunista de Albania y con el objetivo de unir a todos los albaneses en una guerra de liberación nacional contra los ocupantes italianos (y  más tarde alemanes nazis). El 29 de noviembre de 1944 el país fue liberado y el FLN hizo su Primer Congreso el 5 de agosto de 1945. Eligió a Enver Hoxha como su presidente, se rebautizó como Frente Democrático de Albania y orientó su trabajo "contra las maniobras de la reacción, su consolidación organizativa, la activación de las masas en acciones concretas, la movilización política de todo el pueblo para acabar con los restos del fascismo en los campos político, económico y cultural”. Los congresos posteriores se celebraron en mayo de 1950, junio de 1955, septiembre de 1967, junio de 1979 y junio de 1989. El frente obtuvo el reconocimiento oficial junto con los sindicatos, cooperativas y otras organizaciones de masas del Partido del Trabajo en julio de 1950 después de hacer enmiendas a la Constitución.
La historiografía del partido resumió los primeros trabajos del frente de la siguiente manera: "El frente iba a ser el pilar del poder popular en su lucha por salvaguardar la libertad y la independencia nacional, reconstruir el país, lograr su desarrollo económico, social y cultural sobre el camino al socialismo. El papel del frente era la movilización y la educación política de las amplias masas populares y el fortalecimiento de la unidad política del pueblo albanés en torno a la APC... La fuerza dirigente en el frente era la fuerza obrera, a la que ahora se abrían amplias perspectivas de aumentar en número y convertirse en una clase obrera industrial de alta conciencia socialista... El campesinado trabajador, que había soportado la peor parte de la batalla en la Guerra de Liberación Nacional, siguió siendo la base más amplia de el Frente Democrático".
En el 7º Congreso del Partido del Trabajo en 1976, Hoxha se refirió al frente como una "gran organización política que realiza la unidad del pueblo albanés bajo la dirección del partido, tiene un amplio campo de acción en este sentido". Continuó diciendo que "el frente, en cooperación con las demás organizaciones sociales, está llamado a realizar un trabajo integral con las masas urbanas y rurales para aclararles la política, orientaciones y directivas del partido, educarlas en el espíritu del patriotismo socialista, la vigilancia revolucionaria, la preparación para el combate y la irreconciliabilidad frente a todas las manifestaciones ajenas, para fortalecer y templar constantemente la unidad del pueblo."
El Frente Democrático era una gran tribuna de la opinión revolucionaria de las masas, un grupo del partido para atraer al pueblo trabajador a gobernar el país y resolver los problemas de la construcción socialista y la defensa de la patria”.
Tras la muerte de Hoxha, su esposa Nexhmije se desempeñó como presidenta del frente desde 1986 hasta que fue reemplazada por Adil Çarçani en 1990. El famoso escritor Ismail Kadare fue el vicepresidente de la organización durante esos años. Como resultado del 12º Pleno del Comité Central del Partido del Trabajo en noviembre de 1990, el frente y otras organizaciones de masas obtuvieron la capacidad de presentar múltiples candidatos en las elecciones a la Asamblea del Pueblo independientemente del EPL. En el período 1991-1992 se disolvió el Frente.

## Funciones
El Frente Democrático estaba abierto a todos los albaneses mayores de dieciocho años, excepto a la antigua burguesía, kulaks y otros elementos percibidos como antiestatales. El escritor albanés Anton Logoreci escribió que, "Sin una tarjeta del Frente Democrático [una persona] no puede obtener trabajo, obtener una libreta de racionamiento (cuando se requiere una), hacer compras en las tiendas del gobierno, etc." Su periódico Bashkimi, junto con el diario del partido Zëri i Popullit, constituían los principales órganos de información política.
En las primeras elecciones de la posguerra en Albania, celebrada en diciembre de 1945, el frente presentó su propia lista de candidatos, ganando más del 93 % de los votos. Hoxha recordó más tarde que "la lista del frente encontró la aprobación de las masas en todas partes, y este hecho fue tan evidente que la reacción ni siquiera intentó organizarse y presentar una lista propia." Durante el período posterior de la historia de Albania, no se toleró ninguna lista electoral opuesta a la del frente.
En estas elecciones el frente y las organizaciones de masas unidas en él nominaron miembros de los comités electorales y presentaron candidatos. A diferencia de otros estados de Europa del Este, la historia oficial del Partido del Trabajo señaló que “nunca ha habido otros partidos políticos en el país lo que ha sido un fenómeno muy favorable para la clase obrera, el pueblo, la revolución y el socialismo en Albania."
En la práctica tenía la tarea de "conseguir el apoyo más amplio posible para el programa del partido y sus empresas revolucionarias... difundir las enseñanzas de la ideología marxista-leninista más allá del estrecho círculo de la élite comunista, hace campaña contra actitudes políticas, sociales y de otro tipo consideradas dañinas o reaccionarias por la dirección del partido.." Reunía a todas las "organizaciones de sindicatos, de jóvenes y estudiantes, de mujeres, de veteranos de la lucha de liberación nacional y de pioneros" como los Sindicatos de Albania, la Unión de Mujeres Albanesas, la Asociación de Escritores y Artistas de Albania, la Unión de Jóvenes Trabajadores de Albania, y otras organizaciones de masas. La historia del partido señala que, "El EPL siempre ha considerado la unidad del pueblo en el Frente Democrático como una unidad de clases, estratos y personas que no tienen contradicciones antagónicas, que están unidos por intereses y objetivos comunes para uno o más objetivos históricos definidos".
En las relaciones entre el pueblo el frente buscó expandir la práctica de la crítica y autocrítica; en el IV Congreso del frente, Hoxha afirmó que "La idea de que 'hay personas especiales para supervisar la actividad de los empleados del gobierno' debe ser descartada como una idea errónea que obstaculiza la iniciativa de las masas y la de las organizaciones del Frente Democrático para organizar y fomentar la supervisión obrera... Las organizaciones del frente deben ser más activas y combativas como tribunas desde donde se escuche la poderosa voz de la crítica de las masas sobre todas las deficiencias y debilidades en el trabajo de los órganos del Estado y de las personas que trabajan en ellos. Deben mostrar más coraje y severidad hacia todos los que menosprecian y ahogan su voz. Los problemas del Estado son la preocupación de los trabajadores en su conjunto... un papel principal pertenece a la organización del Frente Democrático para aumentar la participación de las masas en el estudio y la solución de los principales problemas del Estado, para hacer que las masas sean plenamente conscientes del deber de trabajar activamente en la dirección de los asuntos del país. Sin esto no podemos hablar de hacer cumplir una mayor democratización del poder popular, de combatir el burocratismo."
El frente y sus organizaciones también tenían la tarea de "transmitir la orientación del partido al pueblo, de educarlo en la unidad política en torno al partido y al estado socialista y también de brindar una atención organizada a lo que las masas del campo y las ciudades tienen que decir, que puedan participar activamente en la solución de los problemas sociales y estatales y en la lucha contra los hábitos y tendencias regresivos contrarios a la construcción del socialismo." Junto con otras organizaciones de masas, el frente también jugó un papel en la lucha contra la religión, el patriarcado y otras costumbres consideradas atrasadas, así como promover en el campo una mejor calidad de vida a través de la mejora de los servicios de higiene, comunales y educativos, y mayor acceso a la cultura. En el Sexto Congreso del frente en 1989, Nexhmije Hoxha señaló que "El Frente Democrático siempre ha orientado al pueblo para liberarlo de las cadenas de la religión y las leyes salvajes del código no escrito de las montañas".